# 中野早杜子
中野 早杜子（なかの さとこ、5月22日 - ）は、日本の占い師。元モデル、ダンサー。夫は元プロ野球選手の高波文一。

## 経歴
福岡市早良区出身。中学時代から数々のオーディションに出場。高校時代に「モモコクラブ」の一員になり、モデルデビューする。
1992年、精華女子短期大学への入学と同時にRKBラジオ『HiHiHi』のアシスタント集団「象足シスターズ」の一員になる。1994年からはRKBラジオ『今夜も大勉強!』に出演。1995年には日本テレビ『恋のから騒ぎ』の2期生として全国デビューした。
1997年、THE JAPAN AUDITIONへの出場をきっかけにBeBe（ビビ）と名乗り、得意のダンスを生かしたユニット「BeBe with JunX」を結成。1999年にこのユニットでシングルCDをリリースした後、翌2000年にソロでの活動を開始した。
2002年、当時阪神タイガースの外野手であった高波と結婚した。また、後にマレーシアでリリアン・トゥーから風水を学び、その知識をベースに自動書記（オートマティスム）と数種類のタロットを用いての占いを開始した。

## エピソード
- 九州朝日放送『ドォーモ』のワンコーナー「街で見かけたかわいい子」で1位に選ばれた。
- 独身時代には、哀川翔が出演する映画を好んでよく観ていた。
- 趣味はディスコ。「マハラジャ」や親不孝通りにあった「マリアクラブ」の常連であった。

## 著書
『幸運を引き寄せる！風水神札タロット占い』以外の書籍は、すべて鮑義忠およびAyaとの共著。すべて自由国民社から発売。
- 龍神さま開運手帖（2016年12月発売、ISBN 978-4-426-12191-4）
- 超開運風水暦 2018（2017年9月発売、ISBN 978-4-426-12368-0）
- 幸運を引き寄せる！風水神札タロット占い（2017年10月発売、ISBN 978-4-426-12373-4） - 鮑義忠との共著。
- 超開運風水暦 2019（2018年9月発売、ISBN 978-4-426-12465-6）
- 華僑の風水事典（2020年3月発売、ISBN 978-4-426-12141-9）